# Collegio di Don Valley
Don Valley è stato un collegio elettorale inglese della Camera dei comuni del Parlamento del Regno Unito, situato nel South Yorkshire. Eleggeva un membro del Parlamento con il sistema maggioritario a turno unico; il collegio è stato abolito in occasione della revisione periodica del 2024.

## Estensione
- 1918-1950: i distretti urbani di Mexborough e Tickhill e i distretti rurali di Doncaster e Thorne.
- 1950-1983: i distretti urbani di Adwick-le-Street, Bentley with Arksey e Tickhill e il distretto rurale di Doncaster.
- 1983-1997: i ward del Metropolitan Borough of Doncaster di Conisbrough, Edlington and Warmsworth, Mexborough, Richmond, Rossington, South East e Southern Parks.
- 1997-2010: i ward del Metropolitan Borough di Doncaster di Conisbrough, Edlington and Warmsworth, Hatfield, Rossington, South East e Southern Parks.
- 2010-2024: i ward del Metropolitan Borough di Doncaster di Conisbrough and Denaby, Edlington and Warmsworth, Finningley, Hatfield, Rossington, Thorne e Torne Valley.

Il collegio consisteva della parte meridionale del borgo di Doncaster; scendendo da nord da Hatfield e dalla riserva naturale di Humberhead Peatlands, passando per Branton, Auckley e Rossington, fino al ward elettorale di Torne valley, che consisteva di Wadworth, Tickhill, Braithwell; ad ovest si estendeva fino a Conisbrough.
Con le modifiche entrate in vigore in occasione delle elezioni del 2010, Sprotbrough fu spostata in Doncaster North, mentre nella parte orientale la città di Thorne fu spostata da Doncaster North a Don Valley.

## Membri del Parlamento
| Elezione | Elezione       | Deputato | Partito                          | Note |
| -------- | -------------- | --- | -------------------------------- | --- |
|          | 1918           | James Walton | Coalizione Nazionale Democratica | |
|          | 1922           | Tom Williams | Laburista                        | Ministro ombra per l'Agricoltura (1951–1959) Ministro dell'Agricoltura, la Pesca e l'Alimentazione (1945–1951) |
| 1959     | Richard Kelley | | Laburista                        | |
| 1979     | Michael Welsh  | | Laburista                        | |
| 1983     | Martin Redmond | | Laburista                        | |
| 1997     | Caroline Flint | Segretario di Stato ombra per l'Energia e il Cambiamento climatico (7 ottobre 2011 – 14 settembre 2015) Segretario di Stato ombra per le Comunità e i Governi Locali (8 ottobre 2010 – 7 ottobre 2011) Ministro di Stato per l'Europa (3 ottobre 2008 – 5 giugno 2009) Ministro di Stato per l'Edilizia (24 gennaio 2008 – 3 ottobre 2008) Ministro di Stato per l'Impiego (28 giugno 2007 – 24 gennaio 2008) Ministro per lo Yorkshire e Humber (28 giugno 2007 – 24 gennaio 2008) Ministro di Stato per la Salute (5 maggio 2005 – 28 giugno 2007) | Laburista                        | |
|          | 2019           | Nick Fletcher | Conservatore                     | |
|          | 2024           | Collegio abolito | Collegio abolito                 | Collegio abolito                                                                                               |

## Risultati elettorali

### Elezioni negli anni 2010
| Partito                    | Partito                                           | Candidato                  | Risultati 12 dicembre 2019 | Risultati 12 dicembre 2019 |
| Partito                    | Partito                                           | Candidato                  | Voti                       | %                          |
| -------------------------- | ------------------------------------------------- | -------------------------- | -------------------------- | -------------------------- |
|                            | Conservatore                                      | Nick Fletcher              | 19 609                     | 43,16                      |
|                            | Laburista                                         | Caroline Flint             | 15 979                     | 35,17                      |
|                            | Brexit                                            | Paul Whitehurst            | 6 247                      | 13,75                      |
|                            | Lib Dem                                           | Mark Alcock                | 1 907                      | 4,20                       |
|                            | Verdi                                             | Kate Needham               | 872                        | 1,92                       |
|                            | Yorkshire                                         | Chris Holmes               | 823                        | 1,81                       |
|                            |                                                   |                            |                            |                            |
| Iscritti                   | Iscritti                                          | Iscritti                   | 75 356                     | 100,00                     |
| ↳ Votanti (% su iscritti)  | ↳ Votanti (% su iscritti)                         | ↳ Votanti (% su iscritti)  | 45 437                     | 60,30                      |
| ↳ Astenuti (% su iscritti) | ↳ Astenuti (% su iscritti)                        | ↳ Astenuti (% su iscritti) | 29 919                     | 39,70                      |
|                            |                                                   |                            |                            |                            |
|                            | Esito: collegio passa da Laburista a Conservatore |                            |                            |                            |

| Partito                    | Partito                                | Candidato                  | Risultati 8 giugno 2017 | Risultati 8 giugno 2017 |
| Partito                    | Partito                                | Candidato                  | Voti                    | %                       |
| -------------------------- | -------------------------------------- | -------------------------- | ----------------------- | ----------------------- |
|                            | Laburista                              | Caroline Flint             | 24 351                  | 52,95                   |
|                            | Conservatore                           | Aaron Bell                 | 19 182                  | 41,71                   |
|                            | Yorkshire                              | Stevie Manion              | 1 599                   | 3,48                    |
|                            | Lib Dem                                | Anthony Smith              | 856                     | 1,86                    |
|                            |                                        |                            |                         |                         |
| Iscritti                   | Iscritti                               | Iscritti                   | 73 935                  | 100,00                  |
| ↳ Votanti (% su iscritti)  | ↳ Votanti (% su iscritti)              | ↳ Votanti (% su iscritti)  | 45 988                  | 62,20                   |
| ↳ Astenuti (% su iscritti) | ↳ Astenuti (% su iscritti)             | ↳ Astenuti (% su iscritti) | 27 947                  | 37,80                   |
|                            |                                        |                            |                         |                         |
|                            | Esito: collegio confermato a Laburista |                            |                         |                         |

| Partito                    | Partito                                | Candidato                  | Risultati 7 maggio 2015 | Risultati 7 maggio 2015 |
| Partito                    | Partito                                | Candidato                  | Voti                    | %                       |
| -------------------------- | -------------------------------------- | -------------------------- | ----------------------- | ----------------------- |
|                            | Laburista                              | Caroline Flint             | 19 621                  | 46,18                   |
|                            | Conservatore                           | Carl Jackson               | 10 736                  | 25,27                   |
|                            | UKIP                                   | Guy Aston                  | 9 963                   | 23,45                   |
|                            | Lib Dem                                | Rene Paterson              | 1 487                   | 3,50                    |
|                            | TUSC                                   | Steve Williams             | 437                     | 1,03                    |
|                            | Democratici                            | Louise Dutton              | 242                     | 0,57                    |
|                            |                                        |                            |                         |                         |
| Iscritti                   | Iscritti                               | Iscritti                   | 71 285                  | 100,00                  |
| ↳ Votanti (% su iscritti)  | ↳ Votanti (% su iscritti)              | ↳ Votanti (% su iscritti)  | 42 486                  | 59,60                   |
| ↳ Astenuti (% su iscritti) | ↳ Astenuti (% su iscritti)             | ↳ Astenuti (% su iscritti) | 28 799                  | 40,40                   |
|                            |                                        |                            |                         |                         |
|                            | Esito: collegio confermato a Laburista |                            |                         |                         |

| Partito                    | Partito                                | Candidato                  | Risultati 6 maggio 2010 | Risultati 6 maggio 2010 |
| Partito                    | Partito                                | Candidato                  | Voti                    | %                       |
| -------------------------- | -------------------------------------- | -------------------------- | ----------------------- | ----------------------- |
|                            | Laburista                              | Caroline Flint             | 16 472                  | 37,93                   |
|                            | Conservatore                           | Matt Stephens              | 12 877                  | 29,65                   |
|                            | Lib Dem                                | Edwin Simpson              | 7 422                   | 17,09                   |
|                            | BNP                                    | Erwin Toseland             | 2 112                   | 4,86                    |
|                            | UKIP                                   | William Shaw               | 1 904                   | 4,38                    |
|                            | Democratici                            | Bernie Aston               | 1 756                   | 4,04                    |
|                            | Indipendente                           | Martin Williams            | 887                     | 2,04                    |
|                            |                                        |                            |                         |                         |
| Iscritti                   | Iscritti                               | Iscritti                   | 73 237                  | 100,00                  |
| ↳ Votanti (% su iscritti)  | ↳ Votanti (% su iscritti)              | ↳ Votanti (% su iscritti)  | 43 430                  | 59,30                   |
| ↳ Astenuti (% su iscritti) | ↳ Astenuti (% su iscritti)             | ↳ Astenuti (% su iscritti) | 29 807                  | 40,70                   |
|                            |                                        |                            |                         |                         |
|                            | Esito: collegio confermato a Laburista |                            |                         |                         |

### Elezioni negli anni 2000
| Partito                    | Partito                                | Candidato                  | Risultati 5 maggio 2005 | Risultati 5 maggio 2005 |
| Partito                    | Partito                                | Candidato                  | Voti                    | %                       |
| -------------------------- | -------------------------------------- | -------------------------- | ----------------------- | ----------------------- |
|                            | Laburista                              | Caroline Flint             | 19 418                  | 52,67                   |
|                            | Conservatore                           | Adam Duguid                | 10 820                  | 29,35                   |
|                            | Lib Dem                                | Stewart Arnold             | 6 626                   | 17,97                   |
|                            |                                        |                            |                         |                         |
| Iscritti                   | Iscritti                               | Iscritti                   | 67 025                  | 100,00                  |
| ↳ Votanti (% su iscritti)  | ↳ Votanti (% su iscritti)              | ↳ Votanti (% su iscritti)  | 36 864                  | 55,00                   |
| ↳ Astenuti (% su iscritti) | ↳ Astenuti (% su iscritti)             | ↳ Astenuti (% su iscritti) | 30 161                  | 45,00                   |
|                            |                                        |                            |                         |                         |
|                            | Esito: collegio confermato a Laburista |                            |                         |                         |

| Partito                    | Partito                                | Candidato                  | Risultati 7 giugno 2001 | Risultati 7 giugno 2001 |
| Partito                    | Partito                                | Candidato                  | Voti                    | %                       |
| -------------------------- | -------------------------------------- | -------------------------- | ----------------------- | ----------------------- |
|                            | Laburista                              | Caroline Flint             | 20 009                  | 54,62                   |
|                            | Conservatore                           | James Browne               | 10 489                  | 28,63                   |
|                            | Lib Dem                                | Philip Smith               | 4 089                   | 11,16                   |
|                            | Indipendente                           | Terry Wilde                | 800                     | 2,18                    |
|                            | UKIP                                   | David Cooper               | 777                     | 2,12                    |
|                            | Laburista Socialista                   | Nigel Ball                 | 466                     | 1,27                    |
|                            |                                        |                            |                         |                         |
| Iscritti                   | Iscritti                               | Iscritti                   | 66 843                  | 100,00                  |
| ↳ Votanti (% su iscritti)  | ↳ Votanti (% su iscritti)              | ↳ Votanti (% su iscritti)  | 36 630                  | 54,80                   |
| ↳ Astenuti (% su iscritti) | ↳ Astenuti (% su iscritti)             | ↳ Astenuti (% su iscritti) | 30 213                  | 45,20                   |
|                            |                                        |                            |                         |                         |
|                            | Esito: collegio confermato a Laburista |                            |                         |                         |

## Risultati dei referendum

### Referendum sulla permanenza del Regno Unito nell'Unione europea del 2016
|             | Collegio   | Lasciare UE % | Rimanere in UE % |
| ----------- | ---------- | ------------- | ---------------- |
|             | Don Valley | 68,5%         | 31,5%            |
| Inghilterra | 53,3%      | 46,7%         |                  |
| Regno Unito | 51,9%      | 48,1%         |                  |